# Rapina al treno a Fairbank
La rapina al treno a Fairbank fu commessa la notte del 15 febbraio 1900, quando alcuni banditi tentarono di bloccare una carrozza ferroviaria della Wells Fargo nella città di Fairbank, Arizona. Anche se fu sventata da Jeff Milton, che riuscì a uccidere Jack "Tre dita" Dunlop in uno scontro a fuoco, la rapina viene ricordata per essere stata una delle poche a svolgersi in un luogo pubblico e una delle ultime del periodo del Vecchio West.

## Antefatti
Nell'ultimo decennio del XIX secolo, Burt Alvord e il suo compagno criminale, Billy Stiles, lavoravano nel dipartimento dello sceriffo a Willcox. Da uomini di legge sottopagati, divennero contemporaneamente dei ladri di treni appartenenti alla Southern Pacific Railroad. Per un breve periodo ebbero successo, non venendo scoperti dai compagni che lavoravano tra le forze dell'ordine.

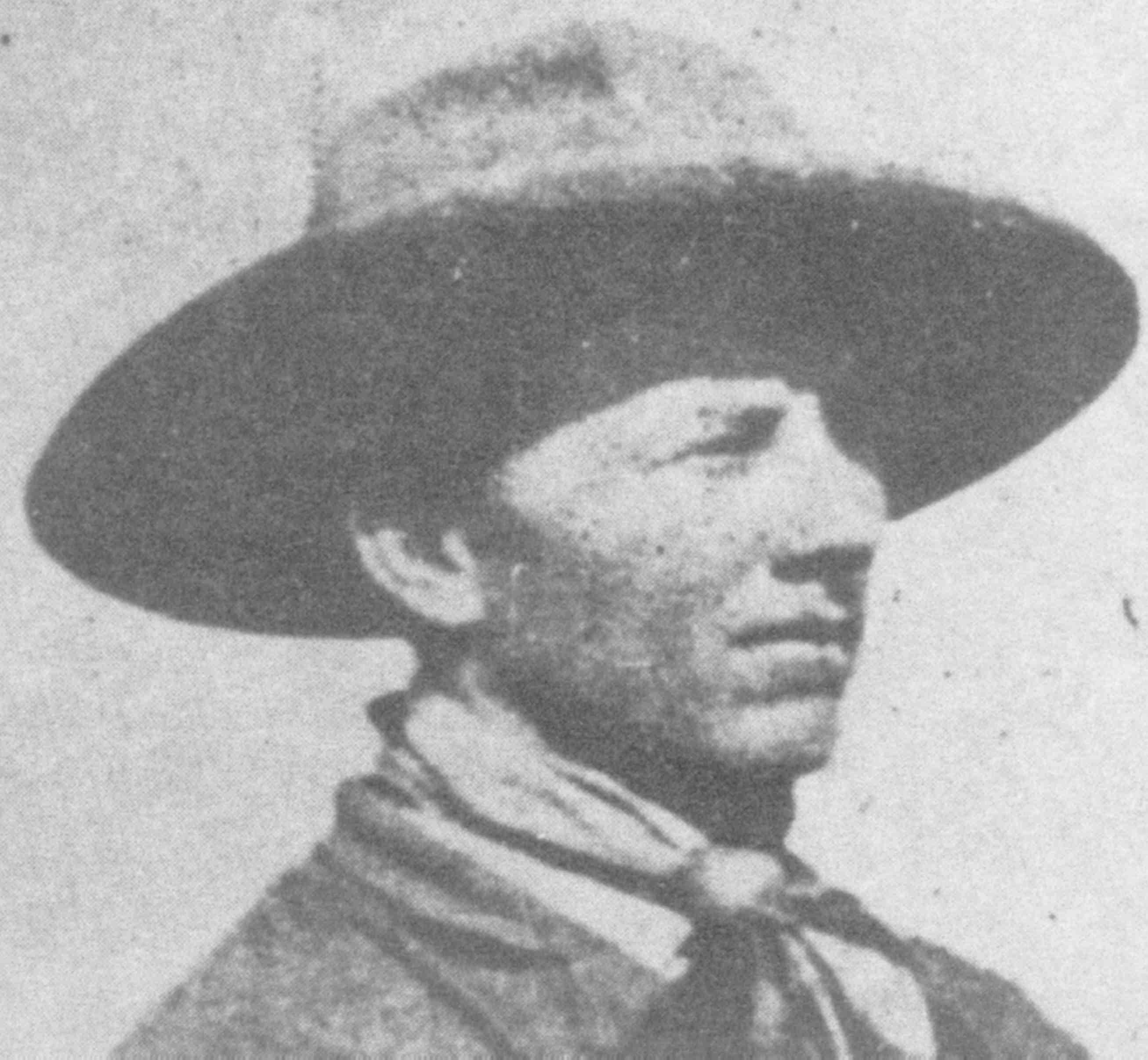
Billy Stiles nel 1908 in Nevada

Secondo James H. McClintock, le rapine ai treni erano popolari in Arizona all'epoca, fatto testimoniato dall'approvazione di una legge nel 1889 che rese coloro che se ne macchiavano punibili con la pena di morte. Tuttavia, tale legge non fu mai applicata e diversi treni subirono rapine tra il 1889 e 1899. Una delle più ardite, secondo McClintock, fu la rapina al treno di Cochise. Il 9 settembre 1899, la banda di Alvord derubò un treno che aveva fatto tappa alla stazione di Cochise. Puntarono le loro armi contro i membri dello staff e poi aprirono le porte blindate usando la dinamite. Dopo aver rubato decine di migliaia di dollari, la banda fuggì sui Monti Chiricahua, inseguita dallo sceriffo Scott White e da George Scarborough.
Come a Fairbank, la rapina di Cochise avvenne in un luogo pubblico, anche se verso mezzanotte e senza sparatorie. Secondo l'Historical Atlas of the Outlaw West, di Richard M. Patterson: "La maggior parte delle rapine ai treni nel West avvenivano su binari isolati, di solito abbastanza lontano dalla città più vicina, per dare ai banditi tempo sufficiente per svaligiare i vagoni o le carrozze dei passeggeri e poi sparire nei monti vicini." Alvord e Stiles probabilmente ritennero che fosse più semplice derubare un treno in città piuttosto che in mezzo al nulla perciò idearono un piano per assaltare il treno della Wells Fargo mentre era fermo davanti alla stazione di Fairbank. Il convoglio, sperava Alvord, avrebbe dovuto contenere gli stipendi dell'U.S. Army per i soldati di stanza a Fort Huachuca. Inoltre, la folla che si sarebbe sicuramente radunata alla stazione avrebbe fornito ai banditi degli scudi umani.
Il treno stava viaggiando da Nogales a Benson, ma doveva fare una breve sosta nel paese di Fairbank, situato a poche miglia a ovest di Tombstone, per scaricare. Alvord e Stiles sapevano che Jeff Milton stava lavorando alla Southern Pacific come messaggero espresso così riuscirono ad avere cinque uomini per la rapina di quella notte in cui non avrebbe dovuto essere al lavoro. Nel frattempo, Alvord e Stiles mantennero le apparenze di rispettabili delegati.

## La rapina

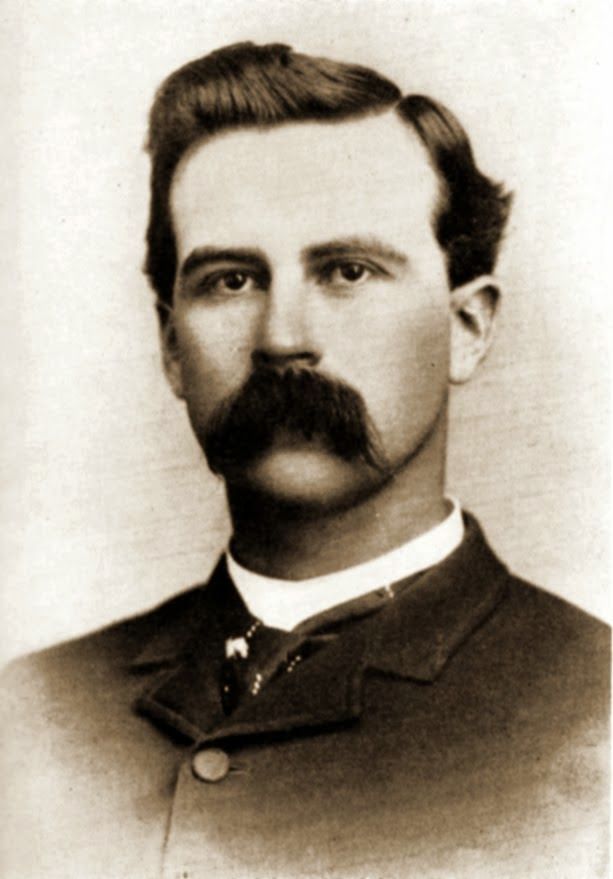
Jeff Milton che sventò la rapina

La notte scelta per la rapina fu quella del 5 febbraio 1900. I cinque banditi erano Bob Brown, o Burns, "Bravo Juan" Tom Yoas, i fratelli George e Louis Owens e "Jack tre dita" Dunlop. Quando arrivarono in città, i banditi si confusero tra la folla, fingendo di essere cowboy ubriachi.
A questo punto vi sono resoconti discordanti, anche se solo con leggere variazioni. Secondo la Encyclopedia of Western Gunfighters di Bill O'Neal, mentre il treno si avvicinava a Fairbank, Jeff Milton era in piedi sul portellone aperto quando i cinque banditi aprirono il fuoco verso di lui dalla stazione, ferendolo. Tuttavia, secondo Robert M. Patterson, il treno si fermò completamente prima che i banditi lo avvicinassero e uno urlasse "Mani in alto!" a Milton prima che la sparatoria iniziasse.
Secondo la versione di Patterson, inizialmente Milton pensò che l'intimazione ad arrendersi fosse uno scherzo, ma quando i banditi lo dissero una seconda volta e gli colpirono il cappello, velocemente afferrò la situazione. Milton stava sostituendo un amico al momento della rapina e diversamente non avrebbe dovuto essere nel treno. Aveva lasciato il suo revolver sulla scrivania della carrozza ma il suo fucile a canne mozze era vicino alla porta a portata di mano. Milton tuttavia inizialmente esitò per non mettere a rischio vittime innocenti. Quando i banditi aprirono nuovamente il fuoco Milton venne perciò ferito alla spalla sinistra. Questi cadde a terra ma riuscì a prendere la pistola appena in tempo per usarla contro Dunlop, che stava tentando di entrare. Undici proiettili colpirono Dunlop e un ultimo colpì Yoas alla coscia.
Dopo la scambio iniziale, Brown e i fratelli Owens iniziarono a sparare verso la carrozza mentre Yoas corse via per montare a cavallo. In risposta al fuoco, Milton strisciò verso la carrozza di metallo, chiudendola. Si applicò quindi un laccio emostatico di fortuna, nascose la chiave e cadde incosciente.
Quando i banditi salirono sul treno, credettero che Milton fosse morto ma non riuscirono a trovare la chiave. Senza di essa e senza dinamite, non c'era modo di aprire la porta blindata, così il ferito fu caricato sul cavallo e i banditi fuggirono dalla cittadina. Secondo James H. McClintock, i banditi se ne andarono con soli 17 pesos messicani.

## Eventi successivi

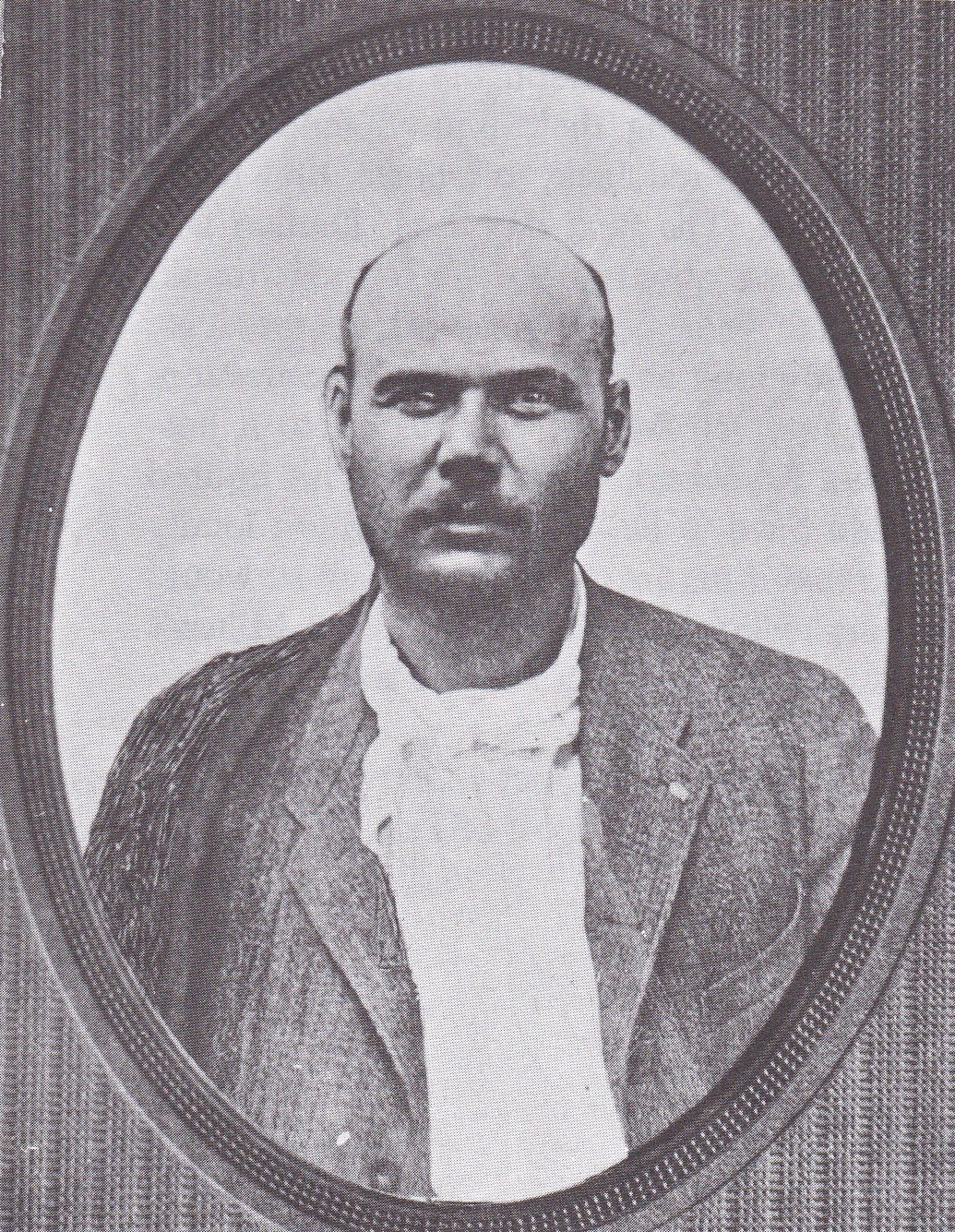
Burt Alvord in Arizona

I banditi si diressero verso le Montagne Dragoon ma, a sei miglia da Tombstone, Dunlop dovette essere lasciato indietro con una bottiglia di whiskey per alleviare il suo dolore. Gli uomini guidati dallo Sceriffo Scott White trovarono Dunlop la mattina successiva e pochi giorni dopo catturarono Brown e i fratelli Owens mentre stavano attraversando un passo delle Dragoons. Dunlop in seguito morì all'ospedale di Tombstone, non prima però di avere rivelato che Alvord e un socio locale di nome William Downing erano coinvolti nell'organizzazione della rapina. Fu uno degli ultimi criminali ad essere seppellito nel cimitero di Boothill.
Inizialmente la polizia pensò che la dichiarazione di Dunlop che Alvord fosse in qualche modo coinvolto fosse falsa, essendo "uno dei più attivi inseguitori." In seguito, tuttavia, Billy Stiles cedette a una confessione completa. Stiles disse che Alvord e William Downing avevano pianificato la rapina e fornito la dinamite. Stiles disse di avere ricevuto solo 480 dollari per la sua partecipazione e si ritenne che confessò non essendo stato soddisfatto della sua parte di quota. Secondo McClintock, la polizia trattò Stiles più come un testimone, così che non finì in galera e gli venne garantito un certo grado di libertà. Questo si rivelò in seguito un errore.
Quando Alvord fu arrestato venne condotto alla prigione di Tombstone assieme a Downing, Burns e Yoas, che erano stati catturati a Cananea. Non vi rimase per molto, tuttavia, poiché il 7 aprile 1900, Stiles evase, sparò al Marshal George Bravin nel piede e liberò Alvord e Yoas. Downing rifiutò di lasciare la sua cella mentre Burts non era presente in quel momento, così i tre presero tutte le armi che poterono trovare e poi fuggirono nel deserto con dei cavalli rubati, lasciando Downing e Burts in custodia.
I banditi si trasferirono a casa della moglie di Alvord, un ranch prevalentemente di tori vicino a Wilcox, dove decisero di derubare altri treni. Nel frattempo la polizia locale mise una taglia sulla cattura della banda. Vi fu supporto anche dal settore privato: William Cornell Greene, proprietario di una miniera di rame a Cananea, offrì 10.000 dollari per la cattura di Alvord o Stiles.
Le taglie tuttavia non furono d'aiuto. Stiles rimase in fuga fino al 1902. Servì brevemente nei Rangers dell'Arizona sotto il Capitano Burton C. Mossman prima di spostarsi in Messico e riunirsi con Alvord, che era ancora in libertà. Alla fine, i Ranger dell'Arizona entrarono in Messico e riuscirono a ferire sia Alvord che Stiles durante una sparatoria vicino al villaggio di Naco nel febbraio 1904. Alvord fu catturato ma Stiles riuscì a fuggire. Alla fine fu ucciso in Nevada dove viveva sotto l'identità di William Larkin.
Poiché era popolare tra le autorità, Alvord fu accusato di "interferenza con il servizio postale", invece di rapina al treno, che avrebbe significato la pena di morte. Alvord fu portato nell'Carcere di Yuma, dove rimase fino al 1906. Quando fu rilasciato, Alvord si recò in Centro America dove fu visto l'ultima volta lavorare al Canale di Panama nel 1910. William Downing ricevette un trattamento simile. Visto il suo passato di servizio, nemmeno Downing fu accusato di rapina al treno ma trascorse sette anni in carcere per un'altra condanna subita in precedenza a Yuma. Poco dopo il suo rilascio, il Ranger dell'Arizona Billy Speed gli sparò, uccidendolo.
Jeff Milton fu acclamato per avere sventato la rapina al treno di Fairbank. Anche se il suo braccio rimase danneggiato permanentemente, Milton continuò a servire la legge. Morì a Tombstone nel 1947.
Nel 1961, la stazione dei treni di Fairbank è stata spostata nella vicina Tombstone e ristrutturata. Oggi è sede della biblioteca pubblica.